# Penstemon deustus
Penstemon deustus är en grobladsväxtart som beskrevs av David Douglas. Penstemon deustus ingår i släktet penstemoner, och familjen grobladsväxter.

## Underarter
Arten delas in i följande underarter:
- P. d. pedicellatus
- P. d. suffrutescens
- P. d. variabilis